# Thomas Alva Edison
Thomas Alva Edison (11. února 1847 Milan, Ohio, USA – 18. října 1931 West Orange, New Jersey, USA) byl americký vynálezce a podnikatel. Na jeho jméno je vedeno 2332 patentů, další tisíce jich registrovaly jeho firmy. Mezi nejznámější Edisonovy vynálezy patří fonograf (předchůdce gramofonu) a mylně je k nim počítána i žárovka, kterou ovšem pouze zdokonalil a nechal si patentovat. Edison je také zakladatelem dodnes vydávaného prestižního časopisu Science.
V roce 1886 se přestěhoval do menšího města West Orange (asi 45 000 obyvatel), ve státě New Jersey na východním pobřeží USA. Zde vybudoval Glenmont – rozsáhlý areál výzkumných pracovišť, jehož celková rozloha činí 5,5 hektaru. Ten je dnes spravován jako národní památka Edison National Historical Site.
Hlásil se ke křesťanskému vyznání, vynikal svojí podnikavostí, pracovitostí a cílevědomostí. Byl dvakrát ženatý, z každého manželství měl tři děti. Společně se svojí druhou manželkou je pochován v Glenmontu ve West Orange, v místech, kde strávil podstatnou část svého života. V den jeho pohřbu 21. října 1931 byly na Edisonovu počest v USA zhasnuty všechny žárovky.

## Edisonovo dětství a začátky
Neměl lehké dětství. Od malička byl hodně nemocný, do školy chodil pouze krátce. Už jako chlapec se velmi zajímal o přírodní vědy. Ve svých 10 letech ve sklepě domu, kde s rodiči bydlel, vybudoval malou chemickou laboratoř. Chemikálie byly drahé, musel si na ně vydělávat prodejem zeleniny a roznáškou novin. Jeho život silně ovlivnil fakt, že při svých pokusech[zdroj?] částečně ohluchl. V 15 letech začal vydávat vlastní noviny – The Weekly Herald. Vystřídal různá zaměstnání, mnoho jeho prvních vynálezů souviselo se skutečností, že pracoval jako telegrafista.
Tiskací telegraf, duplexní telegraf a vícekanálový automatický telegraf patřily mezi první vynálezy, které Edison prodal. Utržené desítky tisíc dolarů investoval do laboratoře v Menlo Park. Ta byla celosvětově prvním zařízením, které bylo vybudováno za účelem vývoje a aplikace nových vědeckých poznatků a technologií.

## Nejdůležitější vynálezy a patenty
- 1868 – sčítač hlasů

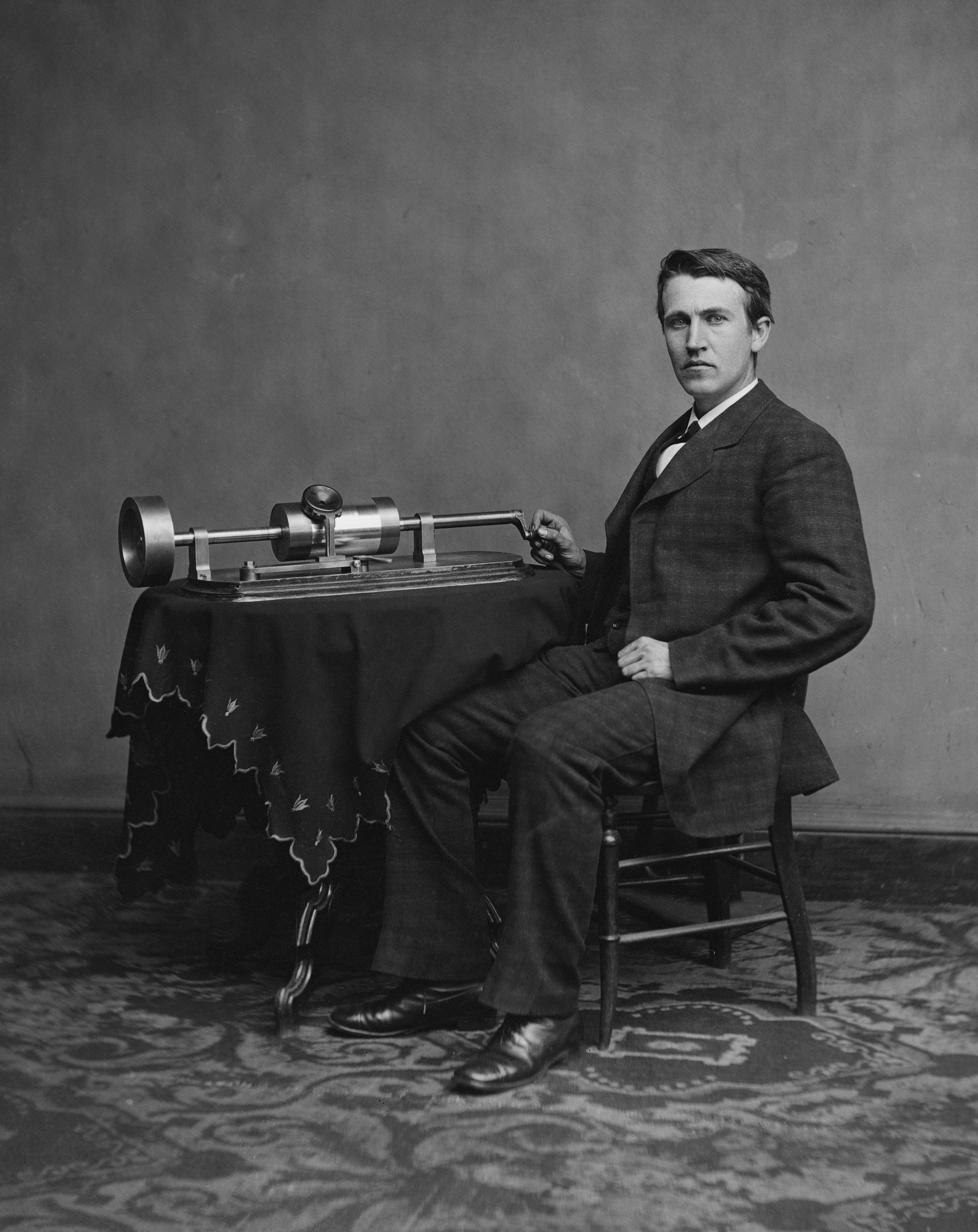
Edison a jeho fonograf na fotografii Levina Corbina Handyho, 18. dubna 1878

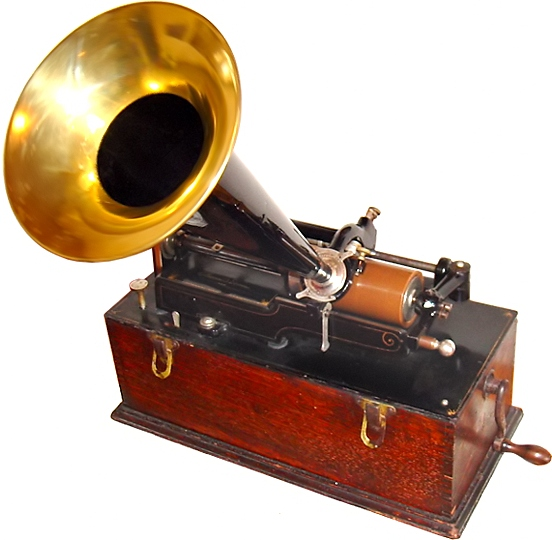
Válečkový fonograf z roku 1899

- 1869 – tiskací telegraf pro potřeby burzy v New Yorku
- 1871 – podstatné vylepšení psacího stroje
- 1875 – duplexní a automatický telegraf a základní principy bezdrátové telegrafie
- 1876 – uhlíkový reostat
- 1877 – cyklostyl
- 1877 – fonograf (jeho vývoj probíhal dalších 10 let, než mohl být první model uveden na trh)
- 1878 – uhlíkový mikrofon, podstatné vylepšení Bellova telefonu
- 1879 – žárovka – Dne 21. října vydržela první pokusná žárovka svítit 13,5 hodiny. Za rok již vyráběné žárovky svítily přes 1200 hodin.
- 1880 – elektroměr
- 1880 – magnetický třídič železné rudy
- 1881 – dynamo na výrobu elektrického proudu
- 1882 – elektrocentrála
- 1882 – v New Yorku v praxi předvedl první elektrárnu a funkční elektrický rozvod
- 22. prosince 1882 – první elektricky osvícený vánoční strom
- 1883 – v jeho laboratořích byl objeven Edisonův jev, jenž je základem elektronky
- 1885 – tavná pojistka
- 1889 – 35 mm široký filmový pás s perforací, používaný i po více než 100 letech
- 1889 – kinematograf (filmová kamera) a tzv. kinetoskop jako první promítací stroj
- 1896 – fluorescenční stínítko pro zobrazení rentgenových paprsků
- 1900 – akumulátor na bázi NiFe
- 1902 – elektromobil
- 1903 – rotační pec pro výrobu cementu
- 1913 – synchronizace zvuku a promítaného filmu
- 1914 – gramofonová deska
- 1930 – umělý kaučuk

Je třeba poznamenat, že u mnohých vynálezů se objevily pochybnosti, zda byly opravdu poprvé vynalezeny Edisonem. Mnohé z nich již průkazně byly vynalezeny dříve a Edison si je pouze nechal patentovat, často je však také vylepšil. A mnohé z patentů také sice patří Edisonovi, vynalezeny byly ale Edisonovými zaměstnanci (tehdy mohla být k patentu napsána pouze jedna osoba). Jedná se například o elektromobil (již dříve než Edison žil, byl sestrojen holandským profesorem Sibrandusem Stratinghem 1835), kinofilm, gramofonovou desku a další.

## Válka proudů
V letech počátků zavádění elektrické energie do běžného života se diskutovalo o vhodnosti použití stejnosměrného nebo střídavého elektrického proudu. Edison byl stoupencem první možnosti, zastáncem druhé byli George Westinghouse a Nikola Tesla. Tesla prosazoval střídavý proud kvůli efektivnějšímu přenosu, snazšímu dosažení vysokých napětí a mimo další důvody i proto, že je vhodnější pro vytvoření točivého magnetického pole (elektromotory). Edison střídavý proud odmítal z důvodu údajného vyššího nebezpečí provozu. Také by v prohraném sporu přišel o nemalé investice do již zavedené infrastruktury na bázi stejnosměrného proudu.
Aby Edison prokázal nebezpečnost střídavého napětí, podporoval kampaň na zavedení elektrického křesla a také pokusy, při nichž byla střídavým proudem zabíjena zvířata, hlavně psi a koně. Ale usmrcení slonice Topsy v roce 1903 (deset let poté, co skončila válka proudů) se podle všeho Edisonovi připisuje neprávem.. Ránou Edisonově snažení byla elektrifikace Světové Kolumbovy výstavy v Chicagu v roce 1893, kterou zajistila firma Westinghouse Electric Corporation.
V roce 1893 získala firma Westinghouse Electric Corporation zakázku na výstavbu elektrárny na Niagarských vodopádech s rozvodným systémem využívajícím transformátory napětí a podíl spotřebičů napájených střídavým proudem na trhu dosáhl 80 %. V tuto chvíli již bylo jasné, že Edison válku proudů prohrál.

## Firmy a zaměstnanci
Thomas Alva Edison šel velmi pragmaticky a cílevědomě za výsledkem, kterým bylo využití jeho nápadů k výrobě prodejných produktů. Proto během svého života založil řadu firem. Zaměstnával v nich mnoho nadaných lidí, jež pečlivě osobně vybíral. Nejslavnějším zaměstnancem v celé historii Edisonových firem je Nikola Tesla, který však poté, co mu Edison nezaplatil za zakázku, firmu opustil. Tesla měl zefektivnit motory pracují se stejnosměrným proudem. Vyřešil to nahrazením proudem střídavým, takže splnil zadání, ale Edison celou domluvu popřel a tvrdil, že šlo jen o vtip, který Tesla nepochopil, protože se ještě nesžil s americkým stylem humoru.
Nejvýznamnější Edisonovou firmou je zřejmě v roce 1889 založená Edison General Electric Company. V roce 1892 se změnila ve společnost General Electric, která je dnes jednou z největších nadnárodních firem celého světa.
Z mnoha společností lze uvést filmové studio Black Maria v New Jersey (1893) nebo Edison Botanic Research Company, která od roku 1927 hledala náhražku přírodního kaučuku.
Jedna z firem, Edison Illuminating Company, zaměstnávala od roku 1891 pozdějšího automobilového magnáta Henryho Forda. Ten byl až do Edisonovy smrti jeho velmi dobrým přítelem.
V továrně Edison Machine Company započal svoji praxi absolvent ČVUT Emil Kolben, který se později stal jedním z nejvýznamnějších československých podnikatelů.
Edisonovu pozornost zaujaly cesty fotografa Jamese Ricaltona, kterému financoval výpravu na Dálný východ, jež měla zjistit, zda bude bambusové vlákno vhodné pro použití v žárovce. Ricalton v únoru 1888 odjel ze Spojených států a na Ceylon přijel přes Suezský průplav 1. dubna. Navštívil všechny části ostrova, testoval stovky vzorků a pokračoval do Britské Indie, Singapuru, Číny a Japonska a stal se expertem na vlastnosti různých druhů bambusu. Domů se vrátil jeden rok po svém odchodu se stovkami vzorků pro Edisona a doporučením na dva nejvhodnější. Toto vlákno Edison používal po dobu devíti měsíců, než našel vhodnější wolfram.

## Výroky
Thomas A. Edison se proslavil mimo jiné i svým praktickým přístupem k životu a je autorem řady známých výroků, jako například:
- „Genialita je jen 1 % inspirace a 99 % potu.“[9]
- „Spát lze čtyři hodiny denně, spát déle je nemístný přepych.“
- „Tajemství úspěchu v životě není dělat, co se nám líbí, ale nalézat zalíbení v tom, co děláme.“
- „Na léčení trápení je práce lepší než láhev whisky.“
- „Jediná věc, pro kterou často ztrácíme trpělivost, jsou hodinky – ručičky jdou příliš rychle.“
- „Když už byl Edison slavný, jeden novinář se ho zeptal: Pane Edisone, je pravda, že jste vynalezl žárovku, aniž jste znal Ohmův zákon? Odpověděl: Neznal jsem ho, a kdybych ho znal, tak by mě to zdržovalo.“ (Vynalézal tak, že donekonečna prováděl pokusy. Studentům, kteří se nechtěli moc učit, profesoři připomínali, že doba Edisonů už dávno minula).
- „Mám neobyčejnou úctu a obdiv vůči každému inženýrovi, zejména vůči největšímu z nich – Bohu.“